# Coniglio della metropolitana di Parigi
Il coniglio della metropolitana di Parigi (in francese lapin du métro parisien o lapin RATP) è un personaggio immaginario usato su taluni avvisi di servizio dalla Régie autonome des transports parisiens sulla metropolitana di Parigi. Nato a fine anni settanta, il suo scopo principale è avvertire i passeggeri delle situazioni di pericolo, soprattutto quello di ritrovarsi le mani schiacciate qualora ci si appoggi a una porta.

## Descrizione

### Contesto
Il coniglio appare perlopiù su dei piccoli avvisi autoadesivi, applicati all'interno dei treni della metropolitana di Parigi e del RER, spesso sui battenti delle porte, per prevenire il rischio di rimanere con le dita incastrate nelle stesse all'atto della loro apertura o chiusura
Non è in uso per gli altri mezzi di trasporto urbano parigini (autobus, tram), ma è stato adottato anche su altre reti di trasporto pubblico francesi e non.

### Aspetto
L'aspetto di questo personaggio è molto cambiato nei suoi 30 e più anni di vita: la sua caratteristica principale è comunque sempre l'antropomorfismo: il coniglio è bipede e porta i vestiti.
La prima versione, creata nel 1977, portava una salopette rossa e un maglione giallo e nero. Una seconda versione, leggermente modificata, apparve nel 1982. Il coniglio attuale risale invece al 1986: è di colore rosa ed è opera del disegnatore Serge Maury. L'abbigliamento è leggermente cambiato: oggi indossa una maglia gialla e dei pantaloni, mentre di viso assomiglia a Bugs Bunny.
La sua popolarità è tale che la RATP ha messo in commercio delle T-shirt con la sua effigie.

### Messaggio
Il coniglio ha quattro dita sulle mani e sui piedi. Ritratto a tre quarti di profilo, la sua postura è curva e tende verso la mano sinistra, che è incastrata in mezzo ai battenti di una porta. Il suo viso esprime sorpresa e dolore, sottolineato anche dalla presenza di alcune saette attorno alla mano incastrata.
Vi sono due versioni di questo avviso, che differiscono su taluni dettagli: la punteggiatura che separa una proposizione dall'altra (in un caso vi sono i due punti, nell'altro una virgola), è la presenza o meno dell'esclamazione Attention!.
Su alcuni messaggi il testo è solo in francese, a caratteri bianchi su fondo rosso: Attention! Ne mets pas tes mains sur la porte, tu risques de te faire pincer très fort.
Nella versione più lunga, il messaggio è riportato anche in altre quattro lingue oltre al già citato francese (la traduzione non è letterale):
- (EN)  Beware of trapping your hands in the doors.
- (DE)  Finger weg von den Türen, Du könntest Dir sehr weh tun.
- (ES)  No pongas las manos sobre las puertas, te expones a una magulladura.
- (IT)  Non mettere le mani sulle porte, rischi di farti schiacciare le dita!

I testi sono bianchi su fondo grigio, in corsivo e le traduzioni dal francese usano un carattere più piccolo.

### Target
Il messaggio si rivolge a tutta l'utenza del metrò, con particolare attenzione per i bambini.

## Oltre il metrò
Gli utenti della metropolitana hanno ormai familiarizzato con questo personaggio, che si discosta notevolmente dallo stile consueto degli avvisi di servizio. La RATP stessa lo qualifica come uno dei suoi simboli più rappresentativi (al pari del Mind the gap della metropolitana di Londra).
Pertanto non è raro incontrarlo al di fuori del suo "ambiente naturale", ad esempio nella satira.

### AntiPub
Le  brigate AntiPub hanno usato l'effigie del coniglio in una delle loro campagne di promozione delle loro attività. Nella loro creazione si può vedere il coniglio che fissa dei cartelloni pubblicitari fino ad esserne ipnotizzato. In basso si legge:
Non è raro trovare questo "avviso" applicato abusivamente sulle porte del metrò accanto all'"originale".

### Éric et Ramzy
I comici francesi Éric et Ramzy hanno realizzato uno sketch nel quale uno dei due è in viaggio e telefona all'altro, che è rimasto a Parigi: quest'ultimo domanda all'altro se ci sono novità, e costui risponde:
L'altro replica:

### Joe la Pompe
Il sito web Joe la Pompe, specializzato nella ricerca dei casi di plagio, ha fatto del coniglio il suo logo: la differenza è che il coniglio si schiaccia la mano dentro una fotocopiatrice (allusione al plagio). Il motto annesso è Attention ! Tu risques de te faire pincer, che costituisce un gioco di parole sulla polisemia del verbo pincer: sugli avvisi della RATP è inteso come "schiacciare", mentre qui assume il significato di "cogliere sul fatto" (a plagiare).

### Jackass
L'episodio 4 della stagione 3 della celebre serie televisiva statunitense Jackass, trasmesso in prima visione il 24 dicembre su MTV, è stato in parte girato a Parigi.
Uno degli sketch, intitolato Metro bunny (appunto "coniglio del metrò"), ha per protagonista Chris Pontius che, travestito perfettamente da coniglio del metrò (pelo rosa, camicia gialla e pantaloni), entra alla stazione Château d'Eau, sale su un MP 59, lascia che la sua mano si incastri nella porta ed inizia a divincolarsi urlando di dolore, riproducendo la scena disegnata sui già citati avvisi (uno dei quali viene inquadrato verso la fine dello sketch).

## Similitudini

### Giappone
- Su taluni mezzi di trasporto giapponesi, è possibile vedere degli avvisi con un coniglio bianco che si incastra l'orecchio sinistro nella porta.
- A bordo dei treni della Linea Keiō a Tōkyō un ruolo simile è assurto dall'effigie di Hello Kitty.
- Sulla metropolitana di Tōkyō si adotta allo scopo un gatto bianco che si incastra la coda nelle porte. Il messaggio annesso è Doa ni go chūi! (ドアにご注意), cioè "Attenzione alla porta!"

### Londra
Sulla metropolitana di Londra ha conquistato una celebrità analoga a quella del coniglio la frase Mind the gap, che avvisa di prestare attenzione allo spazio tra treno e banchina.

### Torino
Sulla metropolitana di Torino è presente un adesivo avente come protagonista un orsetto di peluche, la cui zampa rimane imprigionata nelle porte in chiusura.

## Altrove in Francia

### Chamonix
Sui treni Mont-Blanc Express l'effigie del coniglio è identica a quella del metrò parigino.

### Lilla
Il coniglio è presente anche sui treni della metropolitana di Lilla.

### Traghetti Brittany Ferries
Dato che il coniglio porta sfortuna, secondo la superstizione dei marinai, in suo luogo si usa un orso.